# دوري كرة القدم الألباني الدرجة الأولى 1994–95
دوري كرة القدم الألباني الدرجة الأولى 1994–95 هو موسم من دوري كرة القدم الألباني الدرجة الأولى ‏. فاز فيه KF Kastrioti Krujë ‏.